# Neolaia Agrotōn Īraklīs Gerolakkou
Il Neolaia Agrotōn Īraklīs Gerolakkou (in greco Νεολαία Αγροτών Γερόλακκου Ηρακλής cioè Giovani Agricoltori "Eracle" Gerolakkos), o più semplicemente Iraklis Gerolakkos, è una squadra di calcio cipriota del villaggio di Gerolakkos nel distretto di Nicosia.

## Storia
Fondata nel 1948, ha militato per diverse stagioni in seconda divisione, senza mai riuscire a raggiungere la massima divisione cipriota. Dopo l'invasione turca del 1974 ha la base operativa nel comune di Strovolos.

## Palmarès
- G' Katīgoria: 2

1974, 1980
- D' Katīgoria: 2

1988, 1996